# Lazarev (Territorio di Chabarovsk)
Lazarev (in russo Лазарев?) è un insediamento di tipo urbano della Russia, situato nel Territorio di Chabarovsk. Si trova nel distretto Nikolaevskij.
Fondata nel 1849 da Gennadij Ivanovič Nevel'skoj, porta il nome di Michail Petrovič Lazarev. 
La località si trova 460 km a nord-est di Komsomol'sk-na-Amure a capo Lazarev, sullo stretto di Nevel'skoj, a soli 7,3 km dall'isola di Sachalin. È dotata di un porto commerciale. Un tunnel incompiuto sotto lo stretto è stato costruito sotto Stalin nel 1950-1953.